# 向坂寛
向坂 寛（さきさか ゆたか、1928年11月17日 - 1985年2月19日）は、日本の哲学研究者。

## 略歴
神奈川県出身。東京教育大学哲学科卒、京都大学大学院博士課程満期退学。日本大学文理学部助教授、教授。『対話のレトリック』を脱稿したあと56歳で急逝した。古代ギリシア哲学が専門。

## 著書
- 『ロゴスの世界』勁草書房 1972
- 『古代ギリシア歴訪』北樹出版 1978
- 『和の構造 ギリシア思想との比較において』北樹出版 1979
- 『恥の構造 日本文化の深層』1982 講談社現代新書
- 『哲学の展開』編著 北樹出版(大学教養選書) 1982
- 『ロゴスとアレテー』理想社 1985
- 『対話のレトリック』1985 (講談社現代新書)

### 翻訳
- H.D.F.キトー『ギリシア人』勁草書房 1966
- 『プラトン全集 13 ミノス』岩波書店、1976、復刊2006ほか

## 論文
- <向坂寛